# Liste der Bürgermeister von Paris
Das Amt des Bürgermeisters von Paris wurde am Tag nach der französischen Revolution geschaffen und ersetzte das Amt des Vogts der Händler (Prévôt des marchands).

## Liste der Bürgermeister von Paris (Maires de Paris)

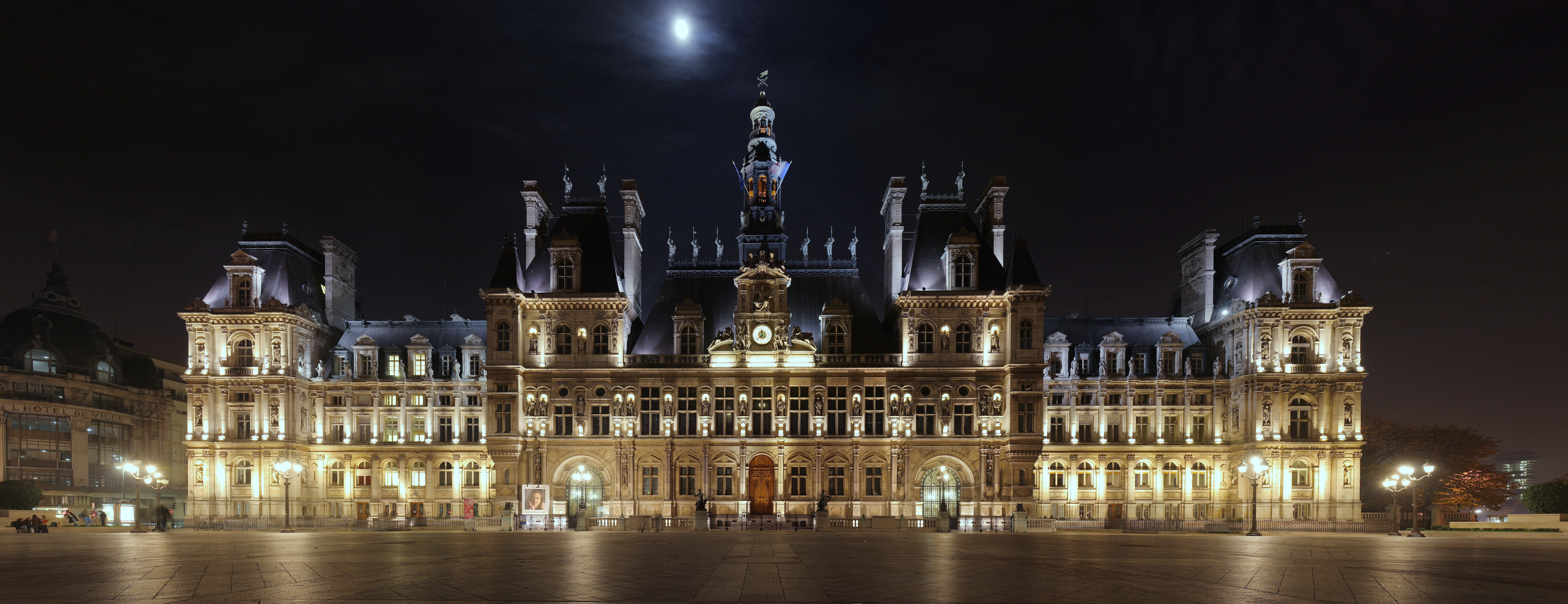
Seit 1789 dient das Hôtel de Ville (Rathaus) dem Bürgermeister als Amtssitz. Zuvor residierten hier die Vögte der Händler.

| Bild | Name                          | Amtszeit                              |
| --- | ----------------------------- | ------------------------------------- |
| | Jean-Sylvain Bailly           | 15. Juli 1789 – 18. November 1791     |
| Villeneuve | Jérôme Pétion de Villeneuve   | 18. November 1791 – 7. Juli 1792      |
| | Philibert Borie               | 7. Juli 1792 – 13. Juli 1792          |
| Villeneuve | Jérôme Pétion de Villeneuve   | 13. Juli 1792 – 15. Oktober 1792      |
| | Antoine René Boucher          | 15. Oktober 1792 – 2. Dezember 1792   |
| | Nicolas Chambon               | 1. Dezember 1792 – 4. Februar 1793    |
| Pache | Jean-Nicolas Pache            | 14. Februar 1793 – 10. Mai 1794       |
| Fleuriot-Lescot | Jean-Baptiste Fleuriot-Lescot | 10. Mai 1794 – 28. Juli 1794          |
| Suspendierung des Amtes nach dem Sturz des Wohlfahrtsausschuss. Die Stadtverwaltung von Paris wurde in zwölf dezentralisierte Gemeindeverwaltungen eingerichtet, mit deren Oberaufsicht der vom Staat ernannte Präfekt der Seine (Préfet de la Seine) betraut wurde. Erst nach der Februarrevolution 1848 konnten die Bürger der Stadt wieder einen eigenen Bürgermeister wählen. |                               |                                       |
| Garnier-Pagès | Louis-Antoine Garnier-Pagès   | 24. Februar 1848 – 5. März 1848       |
| Marrast | Armand Marrast                | 9. März 1848 – 19. Juli 1848          |
| Suspendierung des Amtes nach dem Juniaufstand 1848, die Stadtverwaltung wurde erneut dem Präfekt der Seine unterstellt. Nach dem Sturz Kaiser Napoléons III. wurde durch die provisorische Regierung wieder ein Bürgermeister ernannt. |                               |                                       |
| Arago | Étienne Arago                 | 4. September 1870 – 15. November 1870 |
| Ferry | Jules Ferry                   | 15. November 1870 – 15. November 1871 |
| Suspendierung des Amtes nach der Proklamation der dritten Republik. Ersetzt wurde es durch einen Kommunalrat, dem ein Präsident vorstand. |                               |                                       |

## Liste der Präsidenten des Kommunalrats von Paris (Présidents du conseil municipal de Paris)
| Name                                                                   | Partei                    | Amtszeit  |
| ---------------------------------------------------------------------- | ------------------------- | --------- |
| Joseph Vautrain                                                        | Republikaner              | 1871–1872 |
| Louis Dausset                                                          | Nationalist               | 1901–1902 |
| Paul Brousse                                                           |                           | 1905      |
| Henri Galli                                                            | Nationalrepublikaner      | 1912–1913 |
| Paul Chassaigne-Goyon                                                  |                           | 1913–1914 |
| Adrien Mithouard                                                       |                           | 1914–1919 |
| César Caire                                                            | Nationalrepublikaner      | 1919–1922 |
| Jules-René Fiquet                                                      |                           | 1933–1934 |
| Jean Chiappe                                                           | Nationalrepublikaner      | 1935–1936 |
| Pierre Taittinger                                                      | Nationalrepublikaner      | 1937–1945 |
| André Le Troquer                                                       | SFIO (Sozialist)          | 1945–1946 |
| Pierre de Gaulle                                                       | RPF (Gaullist)            | 1947–1951 |
| Edouard Frédéric-Dupont                                                |                           | 1953–1954 |
| Pierre Ruais                                                           |                           | 1956–1957 |
| Pierre Lévêque                                                         |                           | 1958      |
| Pierre-Christian Taittinger                                            | CNI (liberal-konservativ) | 1962–1963 |
| Jacques Dominati                                                       |                           | 1971–1974 |
| Bernard Lafay                                                          | UDR (Gaullist)            | 1975–1977 |
| Auflösung des Kommunalrats und Wiedereinführung des Bürgermeisteramts. |                           |           |

## Liste der Bürgermeister von Paris (Maires de Paris)
| Bild    | Name             | Partei           | Amtszeit                      |
| ------- | ---------------- | ---------------- | ----------------------------- |
| Chirac  | Jacques Chirac   | RPR (Gaullist)   | 20. März 1977 – 16. Mai 1995  |
| Tiberi  | Jean Tiberi      | RPR (Gaullist)   | 22. Mai 1995 – 24. März 2001  |
| Delanoë | Bertrand Delanoë | PS (Sozialist)   | 25. März 2001 – 5. April 2014 |
| Hidalgo | Anne Hidalgo     | PS (Sozialistin) | seit dem 5. April 2014        |